# Interstate 29
Interstate 29 eller I-29 är en väg, Interstate Highway, i norra centrala USA. Den går ifrån Kansas City, Missouri till den Kanadensiska gränsen. Den mäter 1 216 km.

## Delstater vägen går igenom
- Missouri
- Iowa
- South Dakota
- North Dakota